# Great Northern Highway
Der Great Northern Highway ist eine Fernstraße im Norden und Westen des australischen Bundesstaates Western Australia. Er verbindet die Hauptstadt des Staates, Perth, mit dessen nördlichster Hafenstadt, Wyndham. Mit 3204 Kilometern ist er der längste Highway in Australien. Der größte Teil ist zweispurig angelegt; Ausnahmen bilden einige einspurige Brücken in der Kimberley-Region.
Der Highway gehört zu den abgelegensten befestigten Straßen der Welt: Man kann Hunderte von Kilometern fahren, ohne auch nur eine Raststätte anzutreffen. Ökonomisch gesehen ist er eine lebenswichtige Verbindung, da er Zugang zu den ressourcenreichen Regionen von Pilbara und Kimberley gewährt. In diesen Gebieten hängen alle wichtigen Wirtschaftszweige, wie beispielsweise Bergbau oder Tourismus, vom Highway ab.

## Geschichte

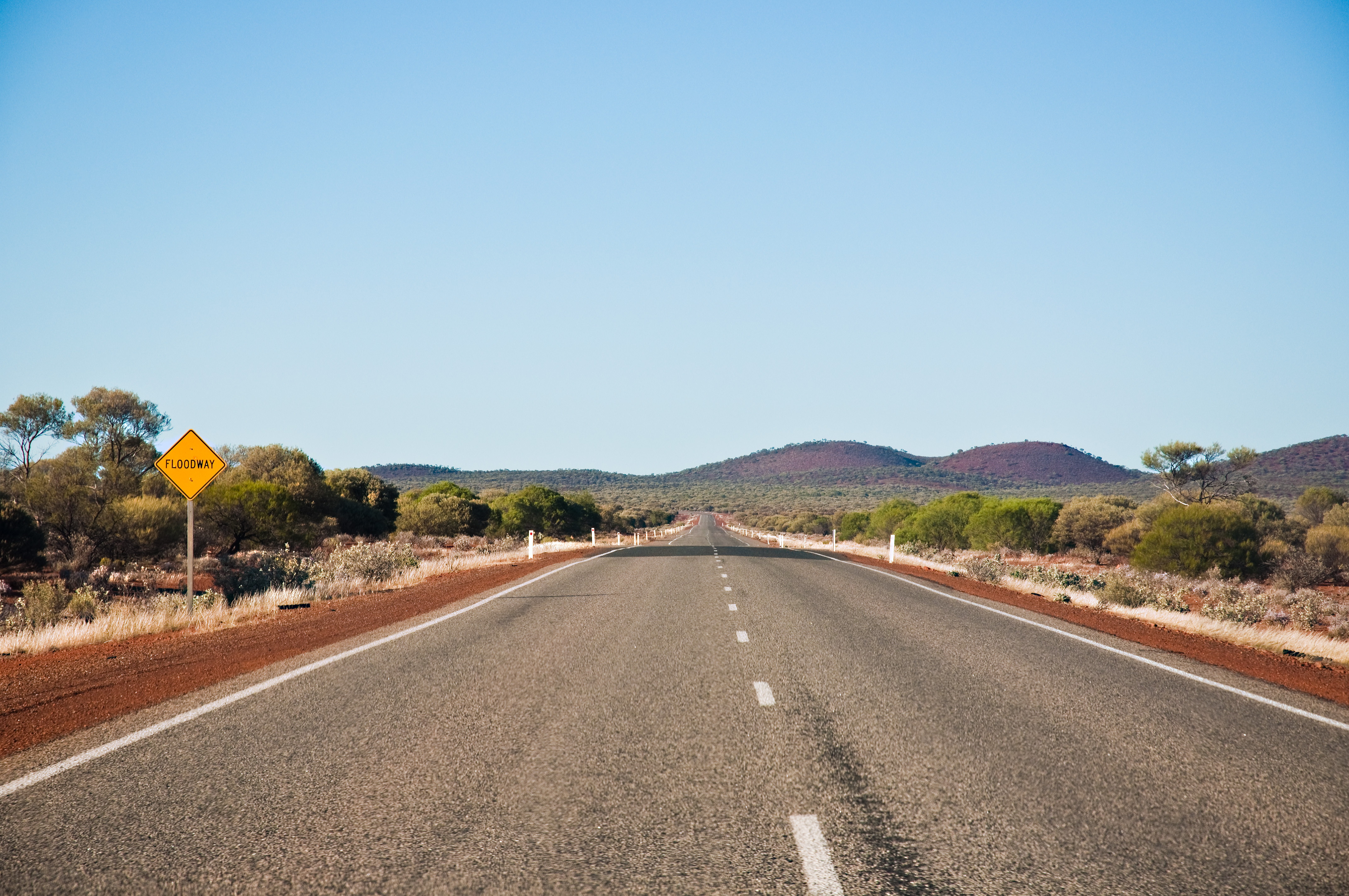
Great Northern Highway bei Payne’s Find südlich von Mount Magnet

Vor den 1960er Jahren bestand der Great Northern Highway vor allem aus einer Serie von Fahrwegen, die Perth mit den ländlichen Gebieten verbanden (mit Ausnahme einiger Abschnitte von höherer Qualität im Wheatbelt). In den 1950er Jahren geschahen dennoch mehrere Dinge, die die Entwicklung des Highways beschleunigten. Der Beef-roads-Plan der Bundesregierung ermutigte zum Straßenbau in der Kimberley-Region, was bedeutete, dass Trucks Vieh zu den Häfen befördern konnten. Dort wurde in den 1960er Jahren eine befestigte, einspurige Verbindung zwischen Broome und Derby fertiggestellt, ebenso wie eine Anzahl von Zufahrtsstraßen zum Hafen von Wyndham.
Währenddessen wurde in der Pilbara-Region Eisenerz entdeckt. Damit begannen die wichtigen Verbesserungen des Highways, die sowohl in den 1960er als auch in den 1970er Jahren stattfanden – der Abschnitt zwischen Meekatharra und Newman wurde 1978 eröffnet, nachdem er auf zwei Spuren erweitert worden war. Im selben Jahr wurde die Straße zwischen Halls Creek und Wyndham zweispurig ausgebaut, bald darauf (1981) wurde auch die 476 km lange Strecke zwischen Port Hedland und Broome eröffnet.
In den 1980er Jahren wurden die Arbeiten als Teil des Programms für Straßenarbeiten anlässlich des zweihundertjährigen Jubiläums Australiens beschleunigt. 1986 wurde die ausgebaute Strecke zwischen Fitzroy Crossing und Halls Creek nach Abschluss fünfjähriger Arbeiten eröffnet. Dies markierte die Vervollständigung der Highway-1-Route, einer Route, die die bereits komplettierte North-West-Coastal-Highway-/Brand-Highway-Verbindung (die Küstenautobahn) zwischen Perth und Port Hedland einschloss. Zwischen Newman und Port Hedland wurde der Great Northern Highway in den 1980er Jahren durch eine neue Route ersetzt, die westlich der Originalstrecke verlief. Vorher hatte Letztere Nullagine und Marble Bar durchquert. Die neue Verbindung zwischen Newman und Port Hedland wurde 1989 fertiggestellt; dieses Ereignis markierte die Fertigstellung der Befestigung des Great Northern Highway (der Route im Binnenland) und die Vollendung des vom Bund finanzierten National Highway durch ganz Australien.

## Verlauf
Der Great Northern Highway zweigt in Midland, einem nordöstlichen Vorort von Perth, vom Great Eastern Highway (R1) nach Norden ab. Für etwa 37 km verläuft er entlang des Ostufers des Swan River. In Muchea zweigt der Brand Highway (R1) nach Nordwesten ab, während der Great Northern Highway nach Nord-Nordosten durch mit Salzseen durchsetztes Land über Mount Magnet, Meekatharra nach Newman weiterführt.
In Newman biegt die Straße nach West-Nordwesten ab, um nach ca. weiteren 120 km wieder nach Norden zu führen. Ca. 30 km vor Port Hedland mündet der North West Coastal Highway (R1) aus Richtung Südwesten, und der Great Northern Highway setzt seinen Weg entlang der Küste bis kurz vor Broome fort. Broome selbst ist mit einer 24 km langen Stichstraße, der Broome Road, angeschlossen, ebenso wie das weiter östlich liegende Derby mit dem 41 km langen Derby Highway.
Der Great Northern Highway zieht am Südrand der Kimberley-Region nach Osten durchs Landesinnere, erreicht Fitzroy Crossing und beschreibt einen Bogen über Südosten und Osten nach Nordosten, bis er Halls Creek erreicht. Kurz vorher, bzw. in Halls Creek, münden wichtige Outbackpisten aus dem Northern Territory, die Tanami Road (S5) und die Duncan Road (R80).
Der Great Northern Highway führt von Halls Creek aus nach Norden, fast parallel zur Grenze zum Northern Territory, aber in ca. 50–100 km Abstand von dieser. Westlich von Kununurra ist der von Osten kommende Victoria Highway (N1) angeschlossen und wenige Kilometer nördlich davon die von Westen kommende Gibb River Road, eine Outbackpiste, die das Zentrum der Kimberley-Region erschließt. Knapp 50 km weiter endet der Great Northern Highway in der Hafenstadt Wyndham.

### Nummerierung
- von Midland (Perth) bis zum Abzweig des Brand Highway bei Muchea
- von Midland (Perth) bis zum Abzweig des North West Coastal Highway bei Port Hedland
- vom Abzweig des North West Coastal Highway bei Port Hedland bis zum Abzweig des Victoria Highway bei Kununurra
- ohne Nr. vom Abzweig des Victoria Highway bei Kununurra bis Wyndham

## Tourismus
Der Highway-Abschnitt unmittelbar nördlich von Perth verläuft entlang des östlichen Swan Valley, das durch seine zahlreichen Weingüter, Brauereien und Restaurants eine große Zahl von Besuchern anlockt. Weiter nördlich liegen die Schluchten und das zugehörige Gelände des Karijini-Nationalparks und die Minen von Pilbara im Binnenland; doch der alternativ mögliche North West Coastal Highway zwischen Perth und Port Hedland bietet Zugang zum Indischen Ozean und seinen zahlreichen Naturschönheiten und wird deshalb von den Touristen bevorzugt.
In der Kimberley-Region erreicht man über den Highway viele Naturattraktionen neben der Straße, etwa den Purnululu-Nationalpark, den Wolfe-Creek-Krater, die Gibb River Road und Broome. Auch ist er ein Teil der Route ins Northern Territory. Vor allem zwischen April und Oktober, bei kühlerem Wetter, ziehen diese Attraktionen lokale, nationale und internationale Touristen an, von denen viele Karawanen aus Allradjeeps nutzen.

## Gefahrenpotential
Der Great Northern Highway droht Reisenden mit verschiedenen ernsten Gefahren, sowohl saisonbedingten als auch neuen. Verirrtes Vieh und andere grasende Tiere sind teilweise gefährlich und in der Kimberley- und Pilbara-Region nicht selten. Auch Kängurus und Keilschwanzadler stellen eine Gefahr dar, obwohl sie kleiner sind, denn Keilschwanzadler sitzen oft unbeweglich auf der Straße, nachdem sie sich an überfahrenen Tieren vollgefressen haben. Nachtfahrten sollten möglichst vermieden werden; auch gute Frontschutzbügel und Scheinwerfer können helfen. Die Gefahr allerdings bleibt bestehen.
Eine weitere wichtige Gefahr ist die der Überflutung, da zwischen November und Mai in den beiden genannten Regionen sintflutartige Regenfälle auftreten können. Der trockene Damm Willare Crossing über den Fitzroy River soll enormen Fluten standhalten. Dennoch wurden in den frühen 1980er Jahren mehrmals wichtige Teile des Damms durch saisonal auftretende Fluten weggespült. Um das Problem zu verringern, wurden 1985 zwei neue Brücken gebaut, um einen verstärkten Wasserfluss ohne die Überflutung des Dammes zu ermöglichen. Dann, weniger als sechs Monate später, produzierte der Zyklon Hektor 70 % mehr Wasser als erwartet – vier bis fünf Kilometer des neugebauten Abschnittes wurden weggewaschen und eine Brücke ohne Stützpfeiler blieb zurück. Alle Zerstörungen wurden beseitigt, und der Damm hält seitdem trotz weiterer Überflutungen dem Wasser Stand.
An anderen Orten ist es nicht unüblich, dass die Straße metertief unter Wasser steht. Bereits zehn Zentimeter Wasser genügen, um bei hoher Geschwindigkeit einen schweren Unfall zu verursachen. Die goldene Regel ist, dass Strecken, durch die man nicht sicher gehen kann, auch nicht befahren werden sollten.